# Nethinius sanguinicollis
Nethinius sanguinicollis là một loài bọ cánh cứng trong họ Cerambycidae.